# 무토 신이치
무토 신이치(일본어: 武藤 真一, 1973년 4월 2일 ~ )는 일본의 전 축구 선수이다.

## 구단 경력
1992년 J1리그의 제프 유나이티드 이치하라에 입단했다. 1998년에 J리그컵 준우승. 2003년까지 195경기에 출전하여, 13득점을 넣었다. 2003년 6월 오이타 트리니타로 이적했다. 2004년부터 2007년까지 그루자 모리오카와 FC 간주 이와테에서 뛰었다. 2007년후 현역 은퇴.